# Ярмаркова площа (Одеса)
У Вікіпедії є статті про інші площі з назвою Ярмаркова площа
Ярмаркова площа, або Ярмарковий ринок — одна із найстаріших ринкових площ Одеси, розташована в історичному районі Пересип на перетині вулиць Чорноморського козацтва, Отамана Головатого, 7-ї Пересипської, Балтської і Миколаївської доріг.
Площа була заснована у 1835 році за ініціативою градоначальника Олексія Льовшин під назвою Хрестовоздвиженський ярмарок. Місце для площі було обрано ідеальне — біля Жевахової гори, на розвилці Миколаївської і Балтської доріг, а також доріг на Київ і міжлимання Куяльнику і Хаджибея. Починаючи з 1831 року цей район являв собою квітучий сад, оскільки більш за 250 десятин пересипської землі були віддані під фруктові дерева.
Ярмарок швидко став одним із важливих центрів торгівлі сільськогосподарськими товарами. Щорічно, кожні два тижні у другій половині вересня (після збору врожаю), тут відбувалися великі торги. Проект площі та торгових магазинів навколо неї був складений інженером І. С. Козловим. У 1859 році було завершено зведення Хрестовоздвиженської церкви, яка знаходилася на перетині Миколаївської дороги і вулиці 7-ї Пересипської.

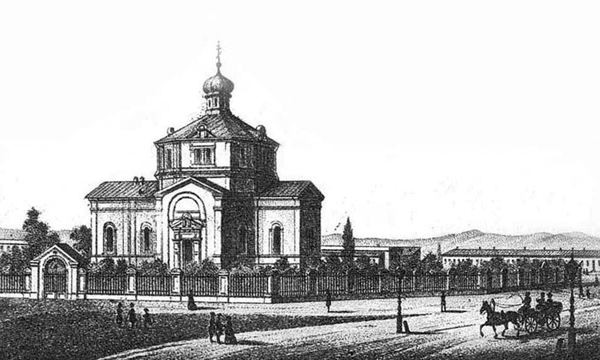
Хрестовоздвиженська церква, зруйнована у 1930-ті роки

До кінця XIX століття площа втратила своє основне значення. Вона являла собою обнесену овальним забором забудову. Тут ще відбувалися торги, однак мали локальне значення. Згодом площа перетворилася на великий транспортний вузол. До Ярмаркової площі ходив кінний трамвай, де він робив поворот на Балтську дорогу. Трамвайне кільце тут зберіглося до сьогодні.
Під час Громадянської війни тут було схоплено і повішано чотирьох більшовиків, за що площа дістала назву — Сквер чотирьох шибеників. Ця назва зберігалася до Другої світової війни. У 1930-х роках церкву на площі було зруйновано, в свою чергу зведено школу.
Під час Другої світової війни тут було поховано радянської льотчика — лейтенанта Михайла Максимовича Плохого, який загинув в небі над Одесою 9 квітня 1944 року і був похований місцевими мешканцями. За іншими даними він загинув у березні 1944 року і був похований німцями як шановний ворог. Сучасний монумент був зведений за рахунок мешканців площі у 1949 році.
На сьогоднішній час ринок повністю втратив своє значення. За радянських часів тут діяв невеликий «Колгоспний ринок», складські і господарські забудови якого збереглися і тепер. Однак ринок припинив своє існування у 1990-х роках. Квартал між трамвайними зупинками «Ярмарковий ринок» і «7-ма Пересипська» являє собою проспект із невеликим сквером (в якому і розташована могила М. М. Плохого) між лінією трамвая і жилими будинками. Вздовж жилих будинків (усі будинки із адресами за вулицею Чорноморського козацтва) збереглася невелика ділянка проїзної частини із бруківкою і старою мостовою.

## Галерея

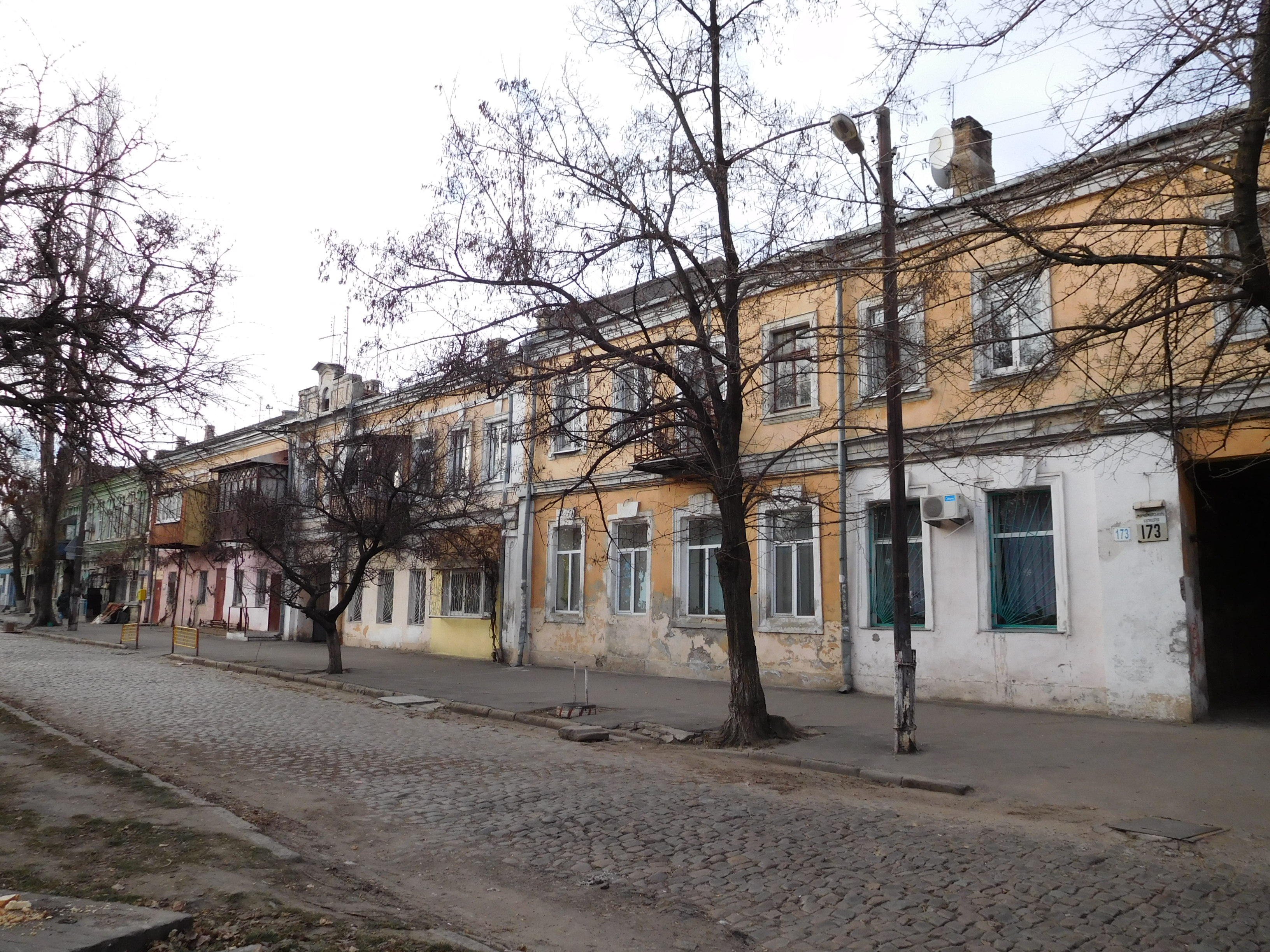
Ділянка із бруківкою вздовж старих житлових будинків
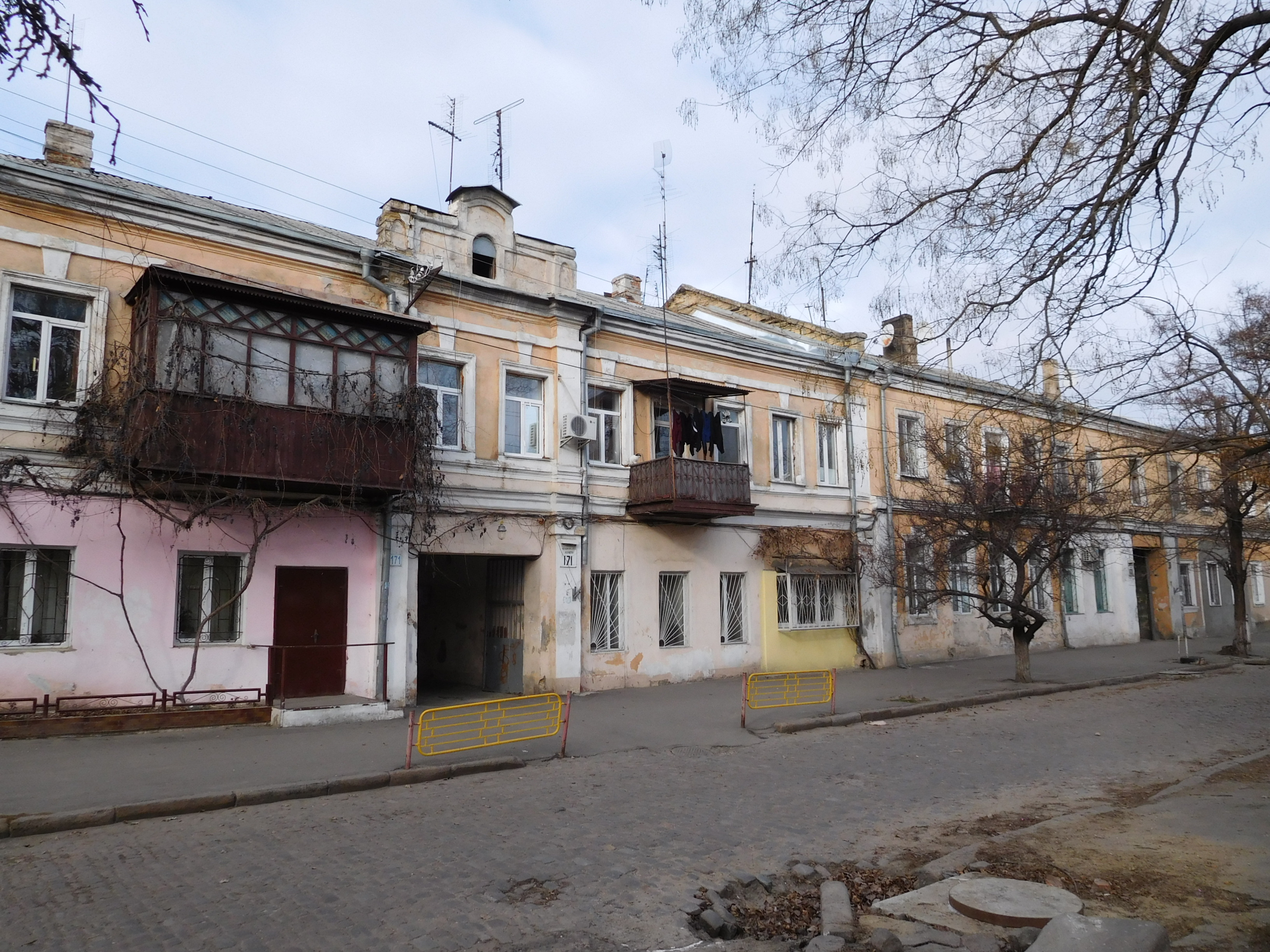
Старі житлові будинки на площі
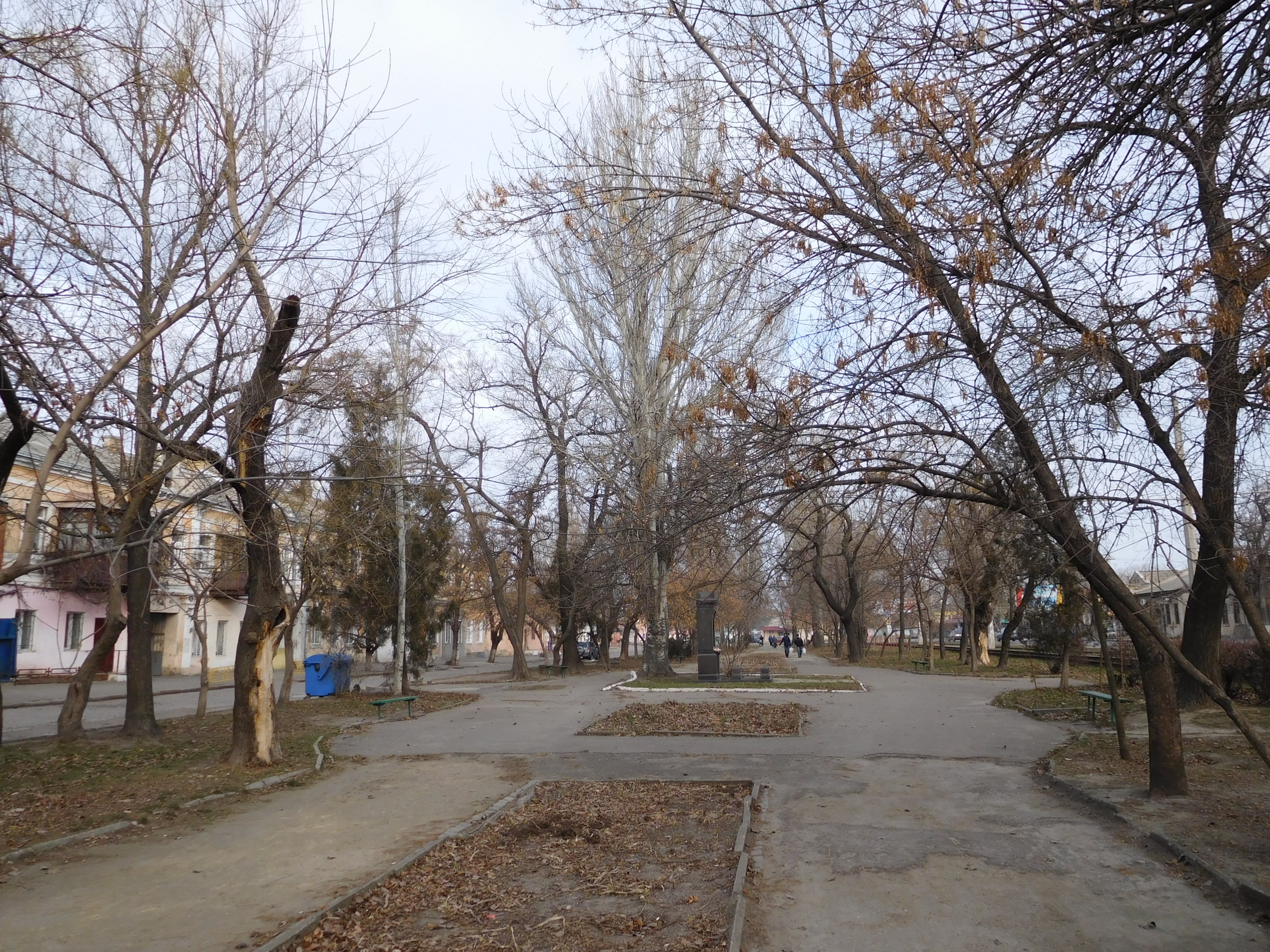
Ярмарковий сквер
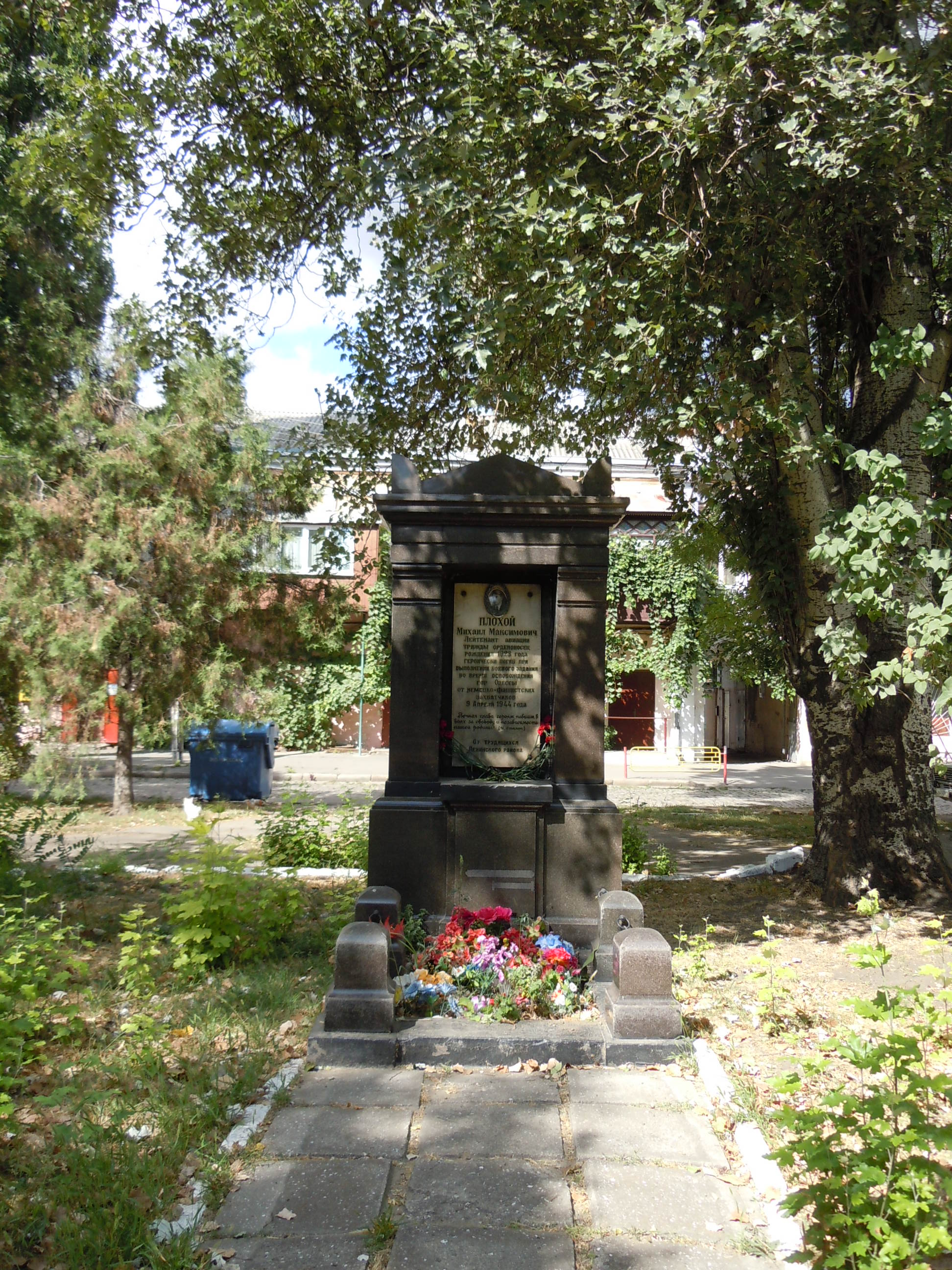
Могила льотчика авіації лейтенанта Михайла Максимовича Плохого
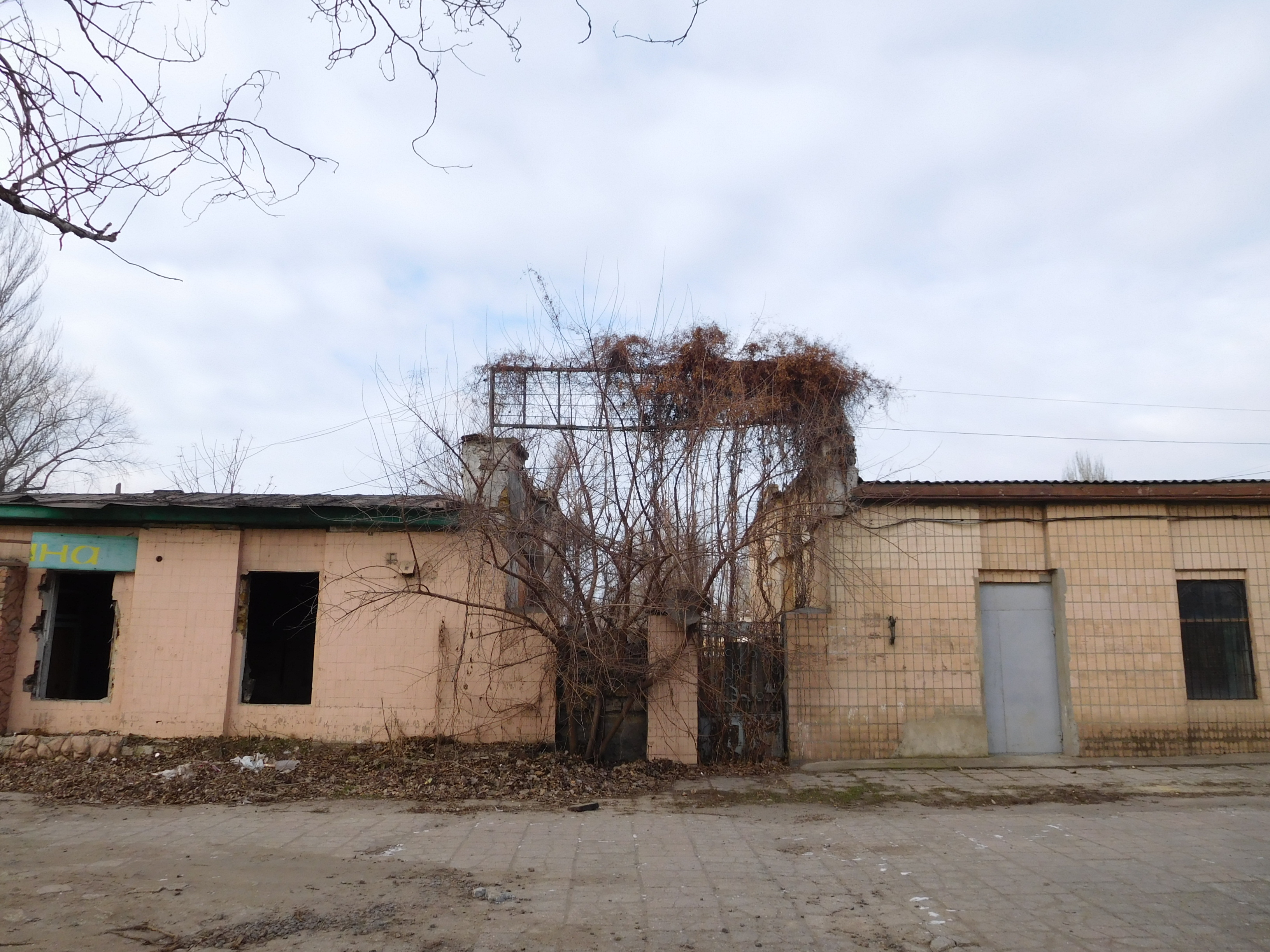
Вхід до колишнього "Колгоспного ринку"